# Pablo Suárez
Pablo Marcelo Suárez Márquez (Montevideo, 15 novembre 2005) è un calciatore uruguaiano, attaccante del Montevideo Wanderers.

## Biografia
È figlio dell'allenatore di calcio ed ex calciatore Marcelo Suárez.

## Carriera

### Club
Suárez è cresciuto nel settore giovanile del Liverpool (M) e nel 2024 è stato acquistato dal Montevideo Wanderers, club della prima divisione uruguaiana. Ha debuttato il 29 settembre nell'incontro di Primera División pareggiato 2-2 contro il Danubio e sei giorni più tardi ha segnato il suo primo gol nella trasferta persa 3-2 contro il Boston River.

### Nazionale
Ha giocato nella nazionale uruguaiana Under-20.
Nell'ottobre del 2024 ha ricevuto la prima convocazione da parte dell'allenatore della nazionale maggiore, Marcelo Bielsa, in qualità di sparring partner.

## Statistiche

### Presenze e reti nei club
Statistiche aggiornate al 13 novembre 2024.
| Stagione        | Squadra              | Campionato      | Campionato | Campionato | Coppe nazionali | Coppe nazionali | Coppe nazionali | Coppe continentali | Coppe continentali | Coppe continentali | Altre coppe | Altre coppe | Altre coppe | Totale | Totale | Totale |
| Stagione        | Squadra              | Comp            | Pres       | Reti       | Comp            | Pres            | Reti            | Comp               | Pres               | Reti               | Comp        | Pres        | Reti        | Pres   | Reti   |        |
| --------------- | -------------------- | --------------- | ---------- | ---------- | --------------- | --------------- | --------------- | ------------------ | ------------------ | ------------------ | ----------- | ----------- | ----------- | ------ | ------ | ------ |
| 2024            | Montevideo Wanderers | PD              | 5          | 1          | CU              | 0               | 0               | -                  | -                  | -                  |             | -           | -           | 5      | 1      |        |
| Totale carriera | Totale carriera      | Totale carriera | 5          | 1          |                 | 0               | 0               |                    | -                  | -                  |             | -           | -           | 5      | 1      |        |